# 세라 진
"세라 진"(Sara Jeanne)은 한국에서 제작된 김성숙 감독의 2004년 드라마 영화이다. 이영란 등이 주연으로 출연하였고 구정아 등이 제작에 참여하였다.

## 출연

### 주연
- 이영란
- 크리스 페리
- 유순철

## 기타
- 조명: 김지훈
- 스크립터: 김지슬
- 음향: 김봉수
- 미술: 백경인
- 의상: 장정숙